# Joseph Carl
Joseph Carl, magyarosan Carl József (Bécs, 1706. december 30. – 1776. március 7.) német jezsuita rendi szerzetes, egyetemi tanár.

## Élete
1724-ben a jezsuita rendbe lépett, majd letette a negyedik fogadalmat. Sopronban a költészetet, Nagyszombatban az ékesszólást tanította; 1742-ben Bécsben a bölcseleti kar idősbje és teológiai tanár, 1750-ben dékán volt. Több ízben a rendház főnöki tisztét viselte és tartományi főnök is volt.

## Munkái
- Panegyrici (VI) Mathiae Corvini. Tyrnaviae, 1731.
- Scientiae seculi XVIII. ab Appolline coronatus. Viennae, 1739.
- Armamentarium civum Viennensium. Uo. 1740.
- Assertiones theologicae de angelis et actibus humanis. Uo. 1753.